# 蒙特罗西
蒙特罗西（義大利語：Monterosi），是意大利拉齐奥大区维泰博省的一个市镇。总面积10.75平方公里，人口3906人，人口密度363.3人/平方公里（2009年）。ISTAT代码为056038。